# تری‌فنیل‌استیبین
تری‌فنیل‌استیبین (به انگلیسی: Triphenylstibine) با فرمول شیمیایی C18H15Sb یک ترکیب شیمیایی با شناسه پاب‌کم 11777 است. که جرم مولی آن 353.07 g/mol می‌باشد. شکل ظاهری این ترکیب، جامد بی‌رنگ است.